# Томас Аренс (веслувальник)
Томас Аренс (нім. Thomas Ahrens, 27 травня 1948) — німецький академічний веслувальник.
Срібний призер Олімпійських Ігор 1964 року в складі вісімки.
Чемпіон світу 1962 року в складі вісімки.
Чемпіон Європи 1963, 1964 років у складі вісімки.